# Mangatu (rivière)
La rivière Mangatu  (en anglais : Mangatu River) est un cours d’eau de la région de Gisborne de l’Île du Nord de la Nouvelle-Zélande.

## Géographie
Elle s’écoule vers le sud à partir de sa source dans le pays de collines du nord-est de la ville de Matawai pour atteindre la rivière Waipawa au niveau de la ville de Whatatutu.